# 篠塚大登
篠塚 大登（しのづか ひろと、2003年12月23日 - ）は、愛知県東海市出身の日本の卓球選手。国際卓球連盟のITTF世界ランキング最高位は男子シングルス21位、男子ダブルス2位。左シェーク攻撃型。
主な競技実績として、2025年世界選手権男子ダブルス優勝。2024年アジア選手権男子シングルス・男子ダブルス銅メダル。2025年全日本選手権男子シングルス準優勝など。

## 経歴
高校教師の父がたまたま卓球部の顧問になったことをきっかけに、5歳から近所の卓球クラブに通い始めた。その卓球クラブに勧められ、小学校1年生から卓伸クラブに入った。
小学校高学年から成果が出始め、声がかかり、愛知工業大学附属中学校へ入学、愛工大名電高等学校へと進学した。
2019年4月1日にバタフライ（タマス）とアドバイザリー契約を締結した。
2020年にTリーグのT.T彩たまに加入した。
2020-2021年シーズンには、愛工大名電の先輩である曽根翔とのダブルスで10勝3敗の成績を収め、ベストペア賞を受賞した。
2021年6月にフランスのPro Bリーグのチームである Bayard Argentan tennis de table との契約が発表された。
2022年、愛工大名電高等学校を卒業し、愛知工業大学（経営学科スポーツマネジメント専攻）へと進学した。
2020年にTリーグのT.T彩たまに入団し2シーズン在籍したが、2022年3月に退団。2022年4月に木下マイスター東京に移籍。同時に木下グループとスポンサー契約を締結したことも発表された。
2022年8月5日にポーランド・スーパーリーグのチームであるDartom Bogoria Grodzisk Mazowieckiとの契約が発表された。2022年〜2023年シーズンはTリーグとポーランド・スーパーリーグを掛け持ちで参戦予定だったが、過密スケジュールの為、出場機会がなく2023年3月22日に退団が発表された。
2024年1月31日、日本卓球協会より「世界卓球選手権釜山大会」男子日本代表選手に選出されたことが発表された。
2024年2月5日、日本卓球協会より「第33回夏季オリンピック競技大会」（パリオリンピック）男子日本代表候補予定選手として張本智和（智和企画）、戸上隼輔（明治大学）と共に団体戦要員として選出されたことが発表された。
2024年5月8日、琉球アスティーダと選手契約を締結した事を発表した。
2025年5月の第58回世界卓球選手権では、戸上隼輔と組んだ男子ダブルスで、決勝において中国ペアを2組、世界ランク1位のフランスのペアを下して勝ち上がった台湾の高承睿・林昀儒組と対戦。2ゲーム先取されながらも逆転して3-2で勝利し、この種目で日本勢64年ぶりとなる金メダルを獲得した。
2025年6月10日、琉球アスティーダを退団する事が発表された。

## 人物
- 趣味はYouTube鑑賞、ドライブ。
- 好きな食べ物は母親が作ったロールキャベツ、サーモン、カレー（甘口）、抹茶系のもの。
- 苦手な食べ物は辛いもの。
- 好きな有名人はBLACKPINK

## プレースタイル
左シェーク裏裏のオールラウンド攻撃型。特に台上技術では天才肌とも言われる繊細なボールタッチで、そこから繰り出される意外性のある台上プレーに加え、安定した両ハンドの速攻、大胆な回り込み、威力のあるチキータなど思い切りのよいプレーが特徴。自らの3球目攻撃を優位にするサウスポーらしい高いサービス技術や両ハンドのラリー能力、落ち着いた試合運びなど、卓越した技術と戦術の幅を持つ。近年は筋力作りにも力を入れている。
憧れの選手は張継科選手、王楚欽選手。

## 主な戦績
2013年
- 全日本卓球選手権大会カブの部 男子シングルス 準優勝

2015年
- 全日本卓球選手権大会ホープスの部 男子シングルス ベスト4

2017年
- 全日本卓球選手権大会カデットの部 14才以下男子シングルス 優勝、男子ダブルス 優勝（濱田一輝ペア）
- 全国中学校卓球大会 男子団体 優勝

2018年
- ジュニアサーキット カデット男子シングルス 優勝

2019年
- 第88回全国高等学校総合体育大会（インターハイ）男子団体 優勝、男子シングルス 準優勝
- 世界ジュニア卓球選手権 男子団体 3位
- ITTFジュニアサーキットプレミア・ベルギーオープン ジュニア男子ダブルス（横谷晟ペア）優勝

2020年
- 大阪国際招待卓球選手権大会（大阪オープン）男子シングルス 準優勝

2021年
- 全日本卓球選手権大会 ジュニア男子シングルス 3位
- 第90回インターハイ 男子ダブルス 優勝（谷垣佑真ペア）、男子団体 優勝、男子シングルス ベスト4
- 世界ユース卓球選手権 U-19混合ダブルス 優勝（木原美悠ペア）、U-19男子団体 3位

2022年
- LION CUP TOP32（第1回パリオリンピック選考会(Road to Paris)）6位[14]

- WTTフィーダーフリーモント大会 男子シングルス 優勝、男子ダブルス（田中佑汰ペア） 準優勝
- WTTフィーダーウェストチェスター大会 男子ダブルス（田中佑汰ペア） 準優勝
- WTTコンテンダーザグレブ大会 男子ダブルス（及川瑞基ペア） 3位
- 第91回全日本大学総合卓球選手権大会　団体の部（インカレ）愛知工業大学　準優勝
- WTTフィーダーブダペスト大会（ヨーロピアンサマーシリーズ2022）男子シングルス 3位
- 全農 CUP TOP32　福岡大会（第2回パリオリンピック選考会) 3位
- WTTコンテンダーアルマトイ大会 男子シングルス 3位
- 第77回国民体育大会 団体戦 優勝
- 全日本卓球選手権大会（団体の部） 優勝
- WTTコンテンダーノヴァ・ゴリツァ大会 男子シングルス 優勝、男子ダブルス（戸上隼輔ペア） 優勝
- 全農 CUP TOP32　船橋大会（第3回パリオリンピック選考会) 3位

2023年
- 全日本卓球選手権大会 男子シングルス 3位、混合ダブルス（木原美悠ペア） 7位
- 第92回全日本大学総合卓球選手権大会　団体の部（インカレ）優勝
- 全農CUP 東京大会（第5回パリオリンピック選考会) 4位
- 第26回ITTF-アジア卓球選手権大会　男子団体 5位、男子ダブルス（田中佑汰ペア） ベスト8
- 第52回後藤杯卓球選手権大会（名古屋オープン） 男子シングルス 優勝、男子ダブルス（鈴木颯ペア）準優勝
- WTTフィーダー デュッセルドルフ III 男子シングルス 3位

2024年
- WTTスターコンテンダー ドーハ 男子ダブルス（張本智和ペア） 3位
- 全日本卓球選手権大会 男子シングルス 4位、男子ダブルス （鈴木颯ペア）ベスト8、混合ダブルス（木原美悠ペア） 優勝
- 第57回世界卓球選手権団体戦 ベスト8
- シンガポールスマッシュ 男子ダブルス（戸上隼輔ペア）ベスト8
- 第一回ケアリッツカップ 男子団体　優勝
- サウジスマッシュ 男子ダブルス（戸上隼輔ペア） 準優勝
- WTTフィーダーカッパドキア 男子シングルス 3位
- WTTコンテンダーチュニス 男子シングルス 3位
- パリオリンピック 男子団体ベスト4
- 第27回ITTFアジア選手権 男子シングルス 銅メダル
- 第27回ITTFアジア選手権 男子ダブルス 銅メダル(戸上隼輔ペア)
- WTTファイナルズ福岡 男子ダブルス（戸上隼輔ペア） 準優勝

2025年
- WTTスターコンテンダー ドーハ 男子シングルス 3位
- 全日本卓球選手権大会 男子シングルス　準優勝
- 第一回ケアリッツカップ 男子団体　準優勝
- WTTコンテンダー チュニス 男子シングルス 3位
- 第58回世界卓球選手権個人戦 男子ダブルス（戸上隼輔ペア） 優勝
- WTTコンテンダー ブエノスアイレス 男子シングルス 3位

## Tリーグ背番号の変遷
- 23番（2024-2025シーズン）
- 33番（2023-2024シーズン）
- 49番（2022-2023シーズン）
- 22番（2021-2022シーズン）
- 99番（2020-2021シーズン）

## テレビ番組
- 卓球ジャパン！ パリ五輪候補！篠塚大登選手SP（2023年1月7日、BSテレ東）[15]
- 卓球ジャパン！ パリ五輪代表候補・篠塚大登SP第2弾！（2023年1月14日、BSテレ東）[16]

## スポンサー
- メガネ赤札堂[17]
- タマス（アドバイザリー契約）
- LYTech株式会社（アンバサダー契約）